# Bintang Kekelip
Bintang Kekelip is een bestuurslaag in het regentschap Aceh Tengah van de provincie Atjeh, Indonesië. Bintang Kekelip telt 262 inwoners (volkstelling 2010).